# Østrigs Grand Prix 2025
Østrigs Grand Prix 2025 (officielt navn: Formula 1 MSC Cruises Austrian Grand Prix 2025) var et Formel 1-løb, som blev kørt den 29. juni 2025 på Red Bull Ring i Spielberg, Østrig. Det var det 11. løb i Formel 1-sæsonen 2025.

## Kvalifikation
| Pos.               | Nr. | Kører                 | Konstruktør                  | Del 1    | Del 2    | Del 3    | Grid |
| ------------------ | --- | --------------------- | ---------------------------- | -------- | -------- | -------- | ---- |
| 1                  | 4   | Lando Norris          | McLaren-Mercedes             | 1.04,672 | 1.04,410 | 1.03,971 | 1    |
| 2                  | 16  | Charles Leclerc       | Ferrari                      | 1.05,197 | 1.04,734 | 1.04,492 | 2    |
| 3                  | 81  | Oscar Piastri         | McLaren-Mercedes             | 1.04,966 | 1.04,556 | 1.04,554 | 3    |
| 4                  | 44  | Lewis Hamilton        | Ferrari                      | 1.05,115 | 1.04,896 | 1.04,582 | 4    |
| 5                  | 63  | George Russell        | Mercedes                     | 1.05,189 | 1.04,860 | 1.04,763 | 5    |
| 6                  | 30  | Liam Lawson           | Racing Bulls-Honda RBPT      | 1.05,017 | 1.05,041 | 1.04,926 | 6    |
| 7                  | 1   | Max Verstappen        | Red Bull Racing-Honda RBPT   | 1.05,106 | 1.04,836 | 1.04,929 | 7    |
| 8                  | 5   | Gabriel Bortoleto     | Kick Sauber-Ferrari          | 1.05,123 | 1.04,846 | 1.05,132 | 8    |
| 9                  | 12  | Andrea Kimi Antonelli | Mercedes                     | 1.05,178 | 1.05,052 | 1.05,276 | 9    |
| 10                 | 10  | Pierre Gasly          | Alpine-Renault               | 1.05,054 | 1.04,846 | 1.05,649 | 10   |
| 11                 | 14  | Fernando Alonso       | Aston Martin Aramco-Mercedes | 1.05,197 | 1.05,128 | N/A      | 11   |
| 12                 | 23  | Alexander Albon       | Williams-Mercedes            | 1.05,143 | 1.05,205 | N/A      | 12   |
| 13                 | 6   | Isack Hadjar          | Racing Bulls-Honda RBPT      | 1.05,063 | 1.05,226 | N/A      | 13   |
| 14                 | 43  | Franco Colapinto      | Alpine-Renault               | 1.05,278 | 1.05,288 | N/A      | 14   |
| 15                 | 87  | Oliver Bearman        | Haas-Ferrari                 | 1.05,218 | 1.05,312 | N/A      | 15   |
| 16                 | 18  | Lance Stroll          | Aston Martin Aramco-Mercedes | 1.05,329 | N/A      | N/A      | 16   |
| 17                 | 31  | Esteban Ocon          | Haas-Ferrari                 | 1.05,364 | N/A      | N/A      | 17   |
| 18                 | 22  | Yuki Tsunoda          | Red Bull Racing-Honda RBPT   | 1,05,369 | N/A      | N/A      | 18   |
| 19                 | 55  | Carlos Sainz Jr.      | Williams-Mercedes            | 1.05,582 | N/A      | N/A      | 19   |
| 20                 | 27  | Nico Hülkenberg       | Kick Sauber-Ferrari          | 1.05,606 | N/A      | N/A      | 20   |
| 107%-tid: 1.09,199 |     |                       |                              |          |          |          |      |
| Kilde:             |     |                       |                              |          |          |          |      |

## Resultat
| Pos.                                                             | Nr. | Kører                 | Konstruktør                  | Omgange | Tid/Udgået  | Startpos. | Point |
| ---------------------------------------------------------------- | --- | --------------------- | ---------------------------- | ------- | ----------- | --------- | ----- |
| 1                                                                | 4   | Lando Norris          | McLaren-Mercedes             | 70      | 1:23.47,693 | 1         | 25    |
| 2                                                                | 81  | Oscar Piastri         | McLaren-Mercedes             | 70      | +2,695      | 3         | 18    |
| 3                                                                | 16  | Charles Leclerc       | Ferrari                      | 70      | +19,820     | 2         | 15    |
| 4                                                                | 44  | Lewis Hamilton        | Ferrari                      | 70      | +29,020     | 4         | 12    |
| 5                                                                | 63  | George Russell        | Mercedes                     | 70      | +1.02,396   | 5         | 10    |
| 6                                                                | 30  | Liam Lawson           | Racing Bulls-Honda RBPT      | 70      | +1.07,754   | 6         | 8     |
| 7                                                                | 14  | Fernando Alonso       | Aston Martin Aramco-Mercedes | 69      | +1 omgang   | 11        | 6     |
| 8                                                                | 5   | Gabriel Bortoleto     | Kick Sauber-Ferrari          | 69      | +1 omgang   | 8         | 4     |
| 9                                                                | 27  | Nico Hülkenberg       | Kick Sauber-Ferrari          | 69      | +1 omgang   | 20        | 2     |
| 10                                                               | 31  | Esteban Ocon          | Haas-Ferrari                 | 69      | +1 omgang   | 17        | 1     |
| 11                                                               | 87  | Oliver Bearman        | Haas-Ferrari                 | 69      | +1 omgang   | 15        |       |
| 12                                                               | 6   | Isack Hadjar          | Racing Bulls-Honda RBPT      | 69      | +1 omgang   | 13        |       |
| 13                                                               | 10  | Pierre Gasly          | Alpine-Renault               | 69      | +1 omgang   | 10        |       |
| 14                                                               | 18  | Lance Stroll          | Aston Martin Aramco-Mercedes | 69      | +1 omgang   | 16        |       |
| 15                                                               | 43  | Franco Colapinto      | Alpine-Renault               | 69      | +1 omgang1  | 14        |       |
| 16                                                               | 22  | Yuki Tsunoda          | Red Bull Racing-Honda RBPT   | 68      | +2 omgange  | 18        |       |
| Ret                                                              | 23  | Alexander Albon       | Williams-Mercedes            | 15      | Motor       | 12        |       |
| Ret                                                              | 1   | Max Verstappen        | Red Bull Racing-Honda RBPT   | 0       | Sammenstød  | 7         |       |
| Ret                                                              | 12  | Andrea Kimi Antonelli | Mercedes                     | 0       | Sammenstød  | 9         |       |
| DNS                                                              | 55  | Carlos Sainz Jr.      | Williams-Mercedes            | 0       | Bremser     | —2        |       |
| Hurtigste omgang: Oscar Piastri (McLaren) - 1.07,924 (omgang 59) |     |                       |                              |         |             |           |       |
| Kilde:                                                           |     |                       |                              |         |             |           |       |

Noter:
↑1 - Franco Colapinto blev givet en 5-sekunders straf for at tvinge Oscar Piastri af banen. Hans slutposition forblev uændret af straffen.
↑2 - Carlos Sainz Jr. startede ikke ræset på grund af et problem med bremserne under formationsomgangen. Hans plads på griden var tom ved ræsstart.

## Stilling i mesterskaberne efter løbet
| Pos. | Kører           | Point |
| ---- | --------------- | ----- |
| 1    | Oscar Piastri   | 216   |
| 2    | Lando Norris    | 201   |
| 3    | Max Verstappen  | 155   |
| 4    | George Russell  | 146   |
| 5    | Charles Leclerc | 119   |

| Pos. | Konstruktør         | Point |
| ---- | ------------------- | ----- |
| 1    | McLaren-Mercedes    | 417   |
| 2    | Ferrari             | 210   |
| 3    | Mercedes            | 209   |
| 4    | Red Bull-Honda RBPT | 162   |
| 5    | Williams-Mercedes   | 55    |